# Xavier Papo
Pour les articles homonymes, voir Papo.
Xavier Papo, né le 24 mai 1990, est un coureur cycliste namibien. Il participe à des compétitions sur route et en VTT,.

## Palmarès sur route

### Par année
- 2012
  - 2e du championnat de Namibie sur route espoirs
  - 3e du championnat de Namibie du contre-la-montre espoirs
- 2013
  - 3e du championnat de Namibie du contre-la-montre espoirs
- 2014
  - Oshakati Northern Classic
- 2017
  - 3e de la Nedbank Cycle Classic
- 2019
  - 3e du championnat de Namibie sur route
- 2022
  - Döbra Loops

### Classements mondiaux
| Année           | 2015 | 2016 | 2017 | 2018 | 2019 | 2020 | 2021 |
| --------------- | ---- | ---- | ---- | ---- | ---- | ---- | ---- |
| UCI Africa Tour | 162e | 155e |      | 158e | 96e  | 59e  | 127e |

## Palmarès en VTT

### Championnats d'Afrique
- Windhoek 2019
  -  Médaillé d'argent du relais mixte de cross-country

### Championnats nationaux
| - 2016 - Champion de Namibie de cross-country - Champion de Namibie de cross-country eliminator - 2017 - 2e du championnat de Namibie de cross-country - 3e du championnat de Namibie de cross-country marathon - 2018 - 2e du championnat de Namibie de cross-country - 2017 - 3e du championnat de Namibie de cross-country | - 2020 - 2e du championnat de Namibie de cross-country marathon - 2021 - 3e du championnat de Namibie de cross-country - 2022 - 2e du championnat de Namibie de cross-country - 2023 - 2e du championnat de Namibie de cross-country marathon - 3e du championnat de Namibie de cross-country |  |